# Papillon (film, 2018)
Papillon är en amerikansk dramafilm från 2018, regisserad av dansken Michael Noer och med Charlie Hunnam och Rami Malek i huvudrollerna. Filmen hade biopremiär i USA den 24 augusti 2018, men den hade dessförinnan visats på Toronto International Film Festival i september 2017. I Sverige hade filmen premiär 21 september 2018.
Filmen är baserad på böckerna Papillon – Räddningens öar och Revansch! (Banco) av den franske straffången Henri Charrière (1906–1973), som tillbringade tid i olika fängelser i Franska Guyana åren 1933–1945. Filmen är dessutom en nyinspelning av filmen med samma namn från 1973 med Steve McQueen och Dustin Hoffman i huvudrollerna.

## Handling
Henri "Papillon" Charrière (Charlie Hunnam) är en ung småbrottsling i Paris undre värld och fängslas för ett mord som han inte begått. Han döms till livstids fängelse och deporteras, tillsammans med ett stort antal medfångar, till en straffkoloni i Franska Guyana. På fartyget över Atlanten blir han bekant med den bedrägeridömde Louis Dega (Rami Malek) och erbjuder Dega skydd från andra medfångar för en viss summa pengar. Charrière och Dega utvecklar senare, allt under filmens gång, en vänskap som når utanför den mer cyniska versionen av reciprocitetsprincipen.
Charrière gör flera försök att fly från straffkolonin, men misslyckas varje gång och får bland annat tillbringa långa perioder i isolering. Till slut lyckas han dock fly, på en liten flotte byggd av tygsäckar och kokosnötter, från den beryktade Djävulsön.

## Produktion
Papillon spelades in på olika platser i Europa inbegripandes Montenegro, Malta och den serbiska huvudstaden Belgrad.

## Rollista (i urval)
- Charlie Hunnam – Henri "Papillon" Charrière
- Rami Malek – Louis Dega
- Roland Møller – Celier
- Tommy Flanagan – Maskerad briton
- Eve Hewson – Nenette
- Michael Socha – Julot
- Ian Beattie – Toussaint
- Yorick van Wageningen – Fängelsevakt Barrot
- Nikola Kent – Fängelseföreståndare Brioulet
- Petar Cirica – Abda

## Porträttgalleri
Charlie Hunnam och Rami Malek porträtterar Henri Charrière respektive Louis Dega i 2018 års filmversion av boken Papillon – Räddningens öar. I filmen från 1973 (regisserad av Franklin J. Schaffner) görs samma roller av Steve McQueen och Dustin Hoffman.

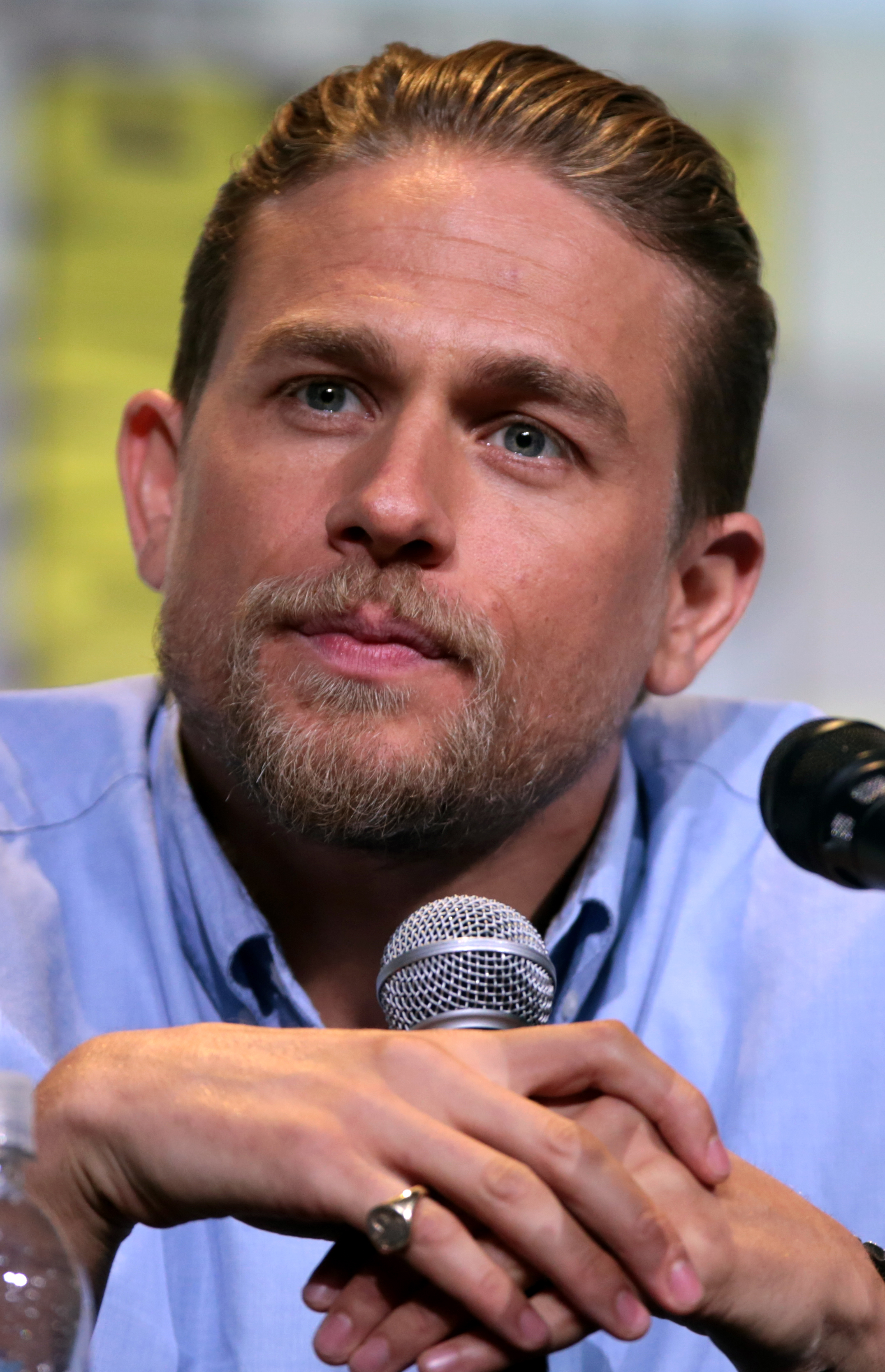
Charlie Hunnam
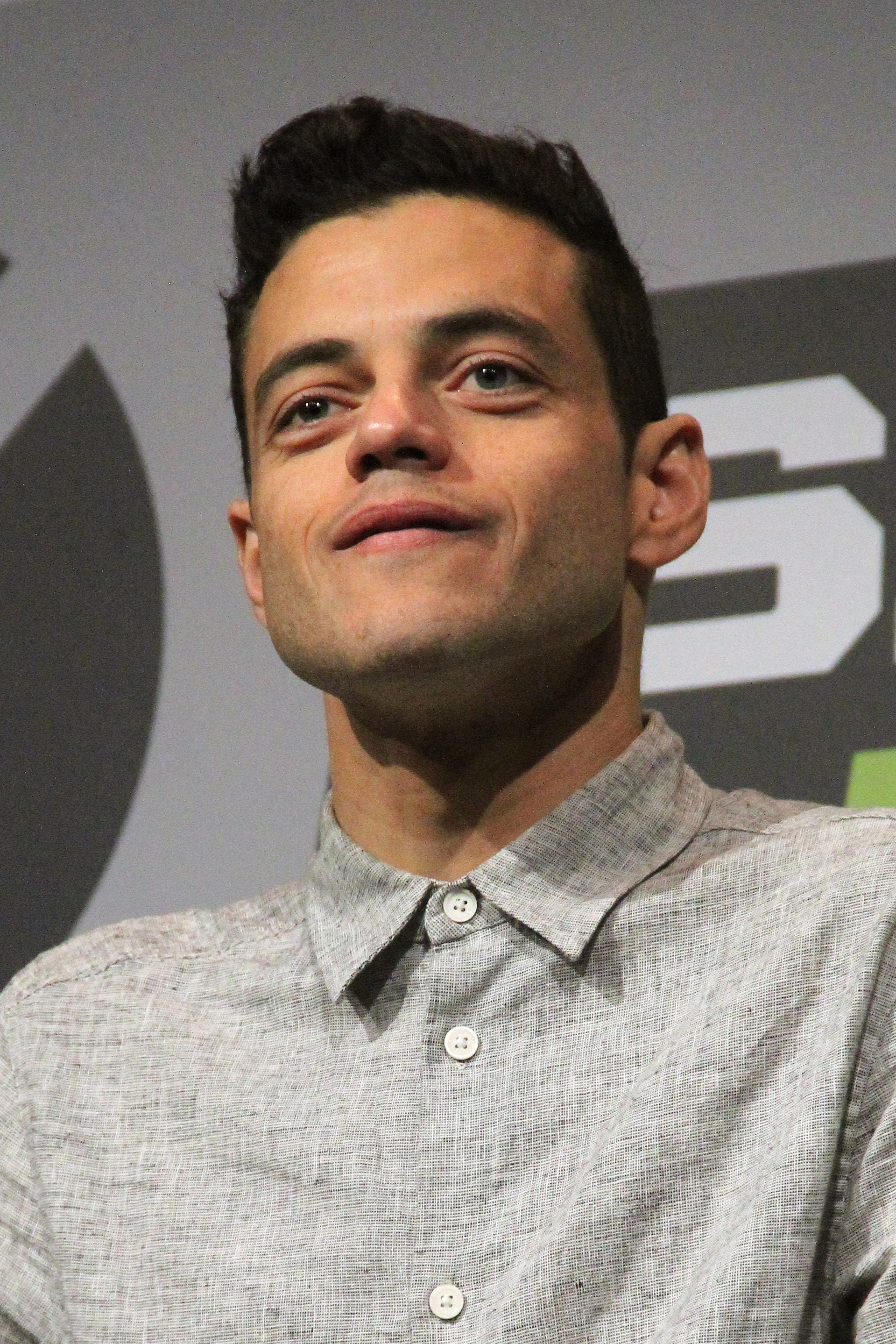
Rami Malek
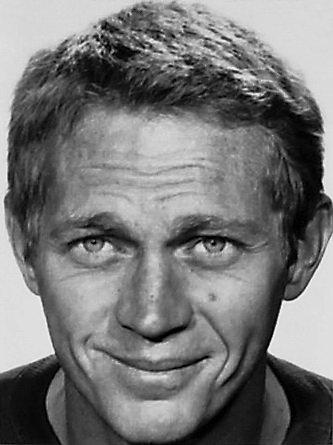
Steve McQueen
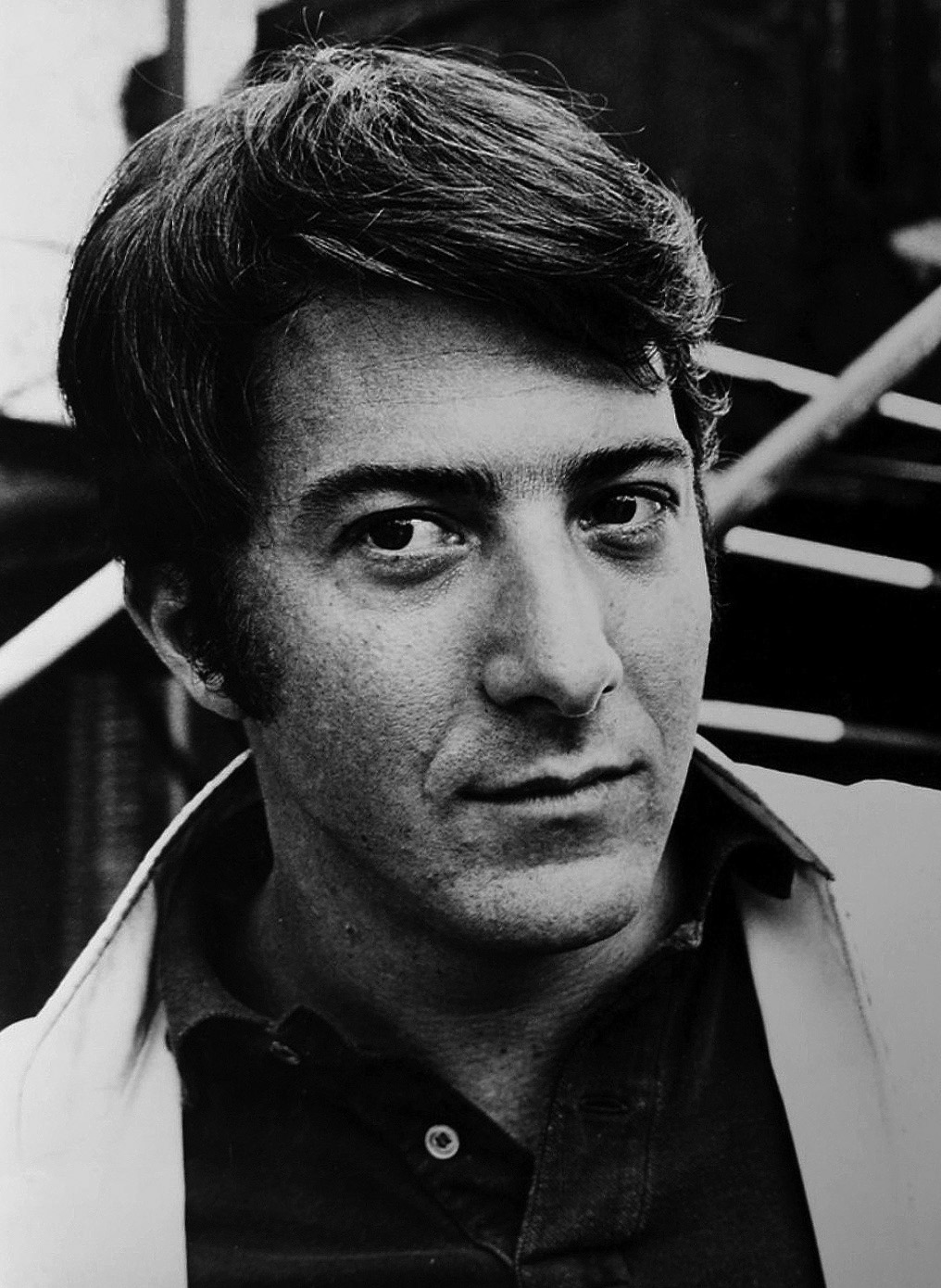
Dustin Hoffman